# The Phantom Thief
The Phantom Thief é um filme policial estadunidense de 1946 dirigido por D. Ross Lederman. O filme é estrelado por Chester Morris no papel do detetive Boston Blackie.

## Elenco
- Chester Morris como Horatio 'Boston Blackie' Black
- Jeff Donnell como Anne Parks Duncan
- Richard Lane como Inspetor John Farraday
- Dusty Anderson como Sandra
- George E. Stone como The Runt
- Frank Sully como Detetive Matthews
- Marvin Miller como Dr. Nejino
- Wilton Graff como Rex Duncan
- Murray Alper como Eddie Alexander, motorista
- Forbes Murray como Dr. Purcell Nash
- Joseph Crehan como 'Jumbo' Madigan, penhorista